# Kodifikace (právo)
Kodifikace je proces tvorby psaného práva ve formě zákoníku nebo řádu. Kodifikované právní předpisy má v současnosti většina států. V Česku jsou uveřejňovány ve Sbírce zákonů.
Kodifikací práva rozumíme legislativní činnost směřující k soustavnému systematickému zpracování právních norem celého právního odvětví nebo jeho podstatné části. Výsledkem kodifikační legislativní činnosti je zákoník (kodex). Českým slovem lze vyjádřit kodifikaci jako uzákonění. Kodifikace mají klíčový význam ve vývoji právní kultury kontinentálně-evropského typu.
Kodifikace usnadňuje zvládnutí právního obsahu, studium, výklad a uvedení práva do praxe. Kodifikační systematizace norem spočívá v logickém utřídění norem a také v tom, že kodexy obsahují obecná ustanovení společná příslušným zvláštním a konkrétnějším ustanovením.
Pokud se určitá významná část právního řádu upravuje zcela nově a komplexně, jedná se o rekodifikaci; v případě menších či nahodilých změn jde jen o novelizaci.